# Xavi (cầu thủ bóng đá, sinh 1980)
Xavier Hernández Creus (sinh ngày 25 tháng 1 năm 1980), thường được biết đến với tên gọi Xavi Hernández (tiếng Tây Ban Nha: [ˈʃaβj eɾˈnandeθ];) hoặc đơn giản là Xavi ([ˈʃaβi]), là một huấn luyện viên bóng đá và cựu cầu thủ bóng đá chuyên nghiệp người Tây Ban Nha từng thi đấu ở vị trí tiền vệ. Được đánh giá là một trong những tiền vệ xuất sắc nhất thế giới trong thế hệ của mình và là một trong những cầu thủ vĩ đại nhất mọi thời đại trong lịch sử bóng đá, anh nổi tiếng nhờ khả năng chuyền bóng, nhãn quan chiến thuật, khả năng chơi bóng và chọn vị trí xuất sắc.
Xavi gia nhập La Masia, học viện thanh thiếu niên Barcelona, ở tuổi 11, và ra mắt đội một trước Mallorca vào tháng 8 năm 1998, ở tuổi 18. Tổng cộng, anh đã chơi 767 trận chính thức, một kỷ lục cũ của câu lạc bộ—hiện được nắm giữ bởi Lionel Messi—và ghi 85 bàn. Xavi là cầu thủ đầu tiên trong lịch sử câu lạc bộ chơi 150 trận ở châu Âu và FIFA Club World Cup cộng lại. Với Barcelona, Xavi đã giành được tám danh hiệu La Liga và bốn danh hiệu UEFA Champions League. Xavi đứng thứ ba trong Cầu thủ xuất sắc nhất năm của FIFA năm 2009, tiếp theo là vị trí thứ ba cho giải thưởng kế nhiệm, Quả bóng vàng FIFA, trong năm 2010 và 2011. Năm 2011, anh về nhì sau Messi cho Giải thưởng Cầu thủ xuất sắc nhất châu Âu của UEFA. Năm 2015, anh rời Barcelona để đến Al Sadd, nơi anh đã giành được bốn danh hiệu trước khi giải nghệ vào năm 2019. Anh là một trong số ít những cầu thủ được ghi nhận đã vượt qua 1000 lần ra sân trong sự nghiệp chuyên nghiệp.
Với Tây Ban Nha, Xavi đã giành được Giải vô địch trẻ thế giới của FIFA trong năm 1999, và huy chương bạc Olympic tại Olympic 2000. Sau khi ra mắt đội cấp cao vào năm 2000, anh đã ra sân 133 lần cho quốc gia của mình và là một nhân vật có ảnh hưởng đến thành công của đội. Anh đã đóng một vai trò không thể thiếu trong chiến thắng của Tây Ban Nha tại Giải vô địch bóng đá thế giới 2010, cũng như các chiến thắng của họ tại Giải vô địch bóng đá châu Âu 2008 và 2012. Anh được vinh danh là Cầu thủ xuất sắc nhất giải đấu tại Giải vô địch  bóng đá châu Âu 2008, và có tên trong UEFA Euro Team of the Tournament vào năm 2008 và 2012. Với hai pha kiến tạo trong Chung kết giải vô địch bóng đá châu Âu 2012, Xavi trở thành cầu thủ đầu tiên ghi kiến tạo ở hai trận chung kết châu Âu riêng biệt, sau khi kiến tạo bàn thắng duy nhất trong trận chung kết bốn năm trước đó. Sau thất bại của đội tuyển bóng đá quốc gia Tây Ban Nha tại Giải vô địch bóng đá thế giới 2014, anh tuyên bố giã từ sự nghiệp thi đấu quốc tế.
Xavi đã được trao giải Cầu thủ xuất sắc nhất thế giới của IFFHS bốn lần, tất cả đều diễn ra trong khoảng thời gian từ 2008 đến 2011. Anh đã được đưa vào FIFA FIFPro World XI sáu lần: 2008 đến 2013, và Đội hình UEFA của năm năm lần: 2008 đến 2012. Năm 2020, Xavi có tên trong Đội bóng trong mơ, Đội hình xuất sắc nhất mọi thời đại được xuất bản bởi tạp chí France Football. Xavi đã được trao Giải thưởng Prince of Asturias vào năm 2012, và anh đã giành được 32 danh hiệu trong sự nghiệp của mình, khiến anh ấy trở thành cầu thủ Tây Ban Nha được vinh danh nhiều thứ hai trong lịch sử, sau người đồng đội cũ Andrés Iniesta. Sau khi giải nghệ, Xavi chuyển sang công việc huấn luyện và anh ấy được bổ nhiệm làm huấn luyện viên tại câu lạc bộ Qatar Stars League Al Sadd vào tháng 5 năm 2019, nơi anh đã giành được bảy danh hiệu trong vòng chưa đầy ba năm. Vào tháng 11 năm 2021, Xavi được bổ nhiệm làm huấn luyện viên tại câu lạc bộ cũ của anh ấy là Barcelona. Anh đã giành được danh hiệu Supercopa de España 2022–23 và La Liga 2022–23 trong mùa giải trọn vẹn đầu tiên với tư cách là huấn luyện viên của câu lạc bộ.

## Đầu đời
—Xavi về việc tìm hiểu các tập quán của đội Barcelona khi còn ở hệ thống trẻ của câu lạc bộ, La Masia.
Sinh ra ở Terrassa, Barcelona, Catalunya, Xavi là sản phẩm của hệ thống đào tạo trẻ La Masia của FC Barcelona, anh gia nhập năm 11 tuổi từ UFB Jàbac Terrassa và Terrassa FC. Cha của anh, Joaquim, từng là cầu thủ của Sabadell ở giải hạng nhất. Xavi đã trải qua các đội trẻ và đội dự bị và là thành viên chủ chốt đội Barcelona B của Josep Maria Gonzalvo giành quyền thăng hạng lên Second Division.
Mặc dù ban đầu anh được truyền cảm hứng bởi cầu thủ đồng hương Pep Guardiola tại Barcelona, khi còn nhỏ, Xavi cũng xem rất nhiều bóng đá Anh, và ngưỡng mộ các tiền vệ John Barnes, Paul Gascoigne và Matt Le Tissier.

## Sự nghiệp câu lạc bộ

### Barcelona

#### 1998–2001: Khởi đầu
Sự tiến bộ của Xavi qua các đội giúp anh có được suất ra sân ở đội một trong trận đấu tại Copa Catalunya với Lleida vào ngày 5 tháng 5 năm 1998 và anh ấy đã ghi bàn thắng đầu tiên của mình vào ngày 18 tháng 8 năm 1998 trong Supercopa de España 1998 trước Mallorca. Trận ra mắt của anh ấy ở La Liga trước Valencia vào ngày 3 tháng 10 năm 1998 trong chiến thắng 3–1 cho Barcelona. Ban đầu thi đấu không liên tục cho cả đội dự bị và đội cao cấp, Xavi đã ghi bàn thắng duy nhất trong chiến thắng 1–0 trước Real Valladolid khi Barcelona đang ở vị trí thứ 10 trên BXH. Những màn trình diễn ấn tượng liên tục đồng nghĩa với việc anh ấy trở thành thành viên chủ chốt trong đội giành danh hiệu của Louis van Gaal, kết thúc mùa giải đầu tiên với 26 trận đã đấu và được vinh danh là Cầu thủ đột phá của năm 1999 tại La Liga. Xavi trở thành cầu thủ kiến tạo chính của Barcelona sau chấn thương của Pep Guardiola trong mùa giải 1999–2000.

#### 2001–2008: Đột phá và mang băng đội phó

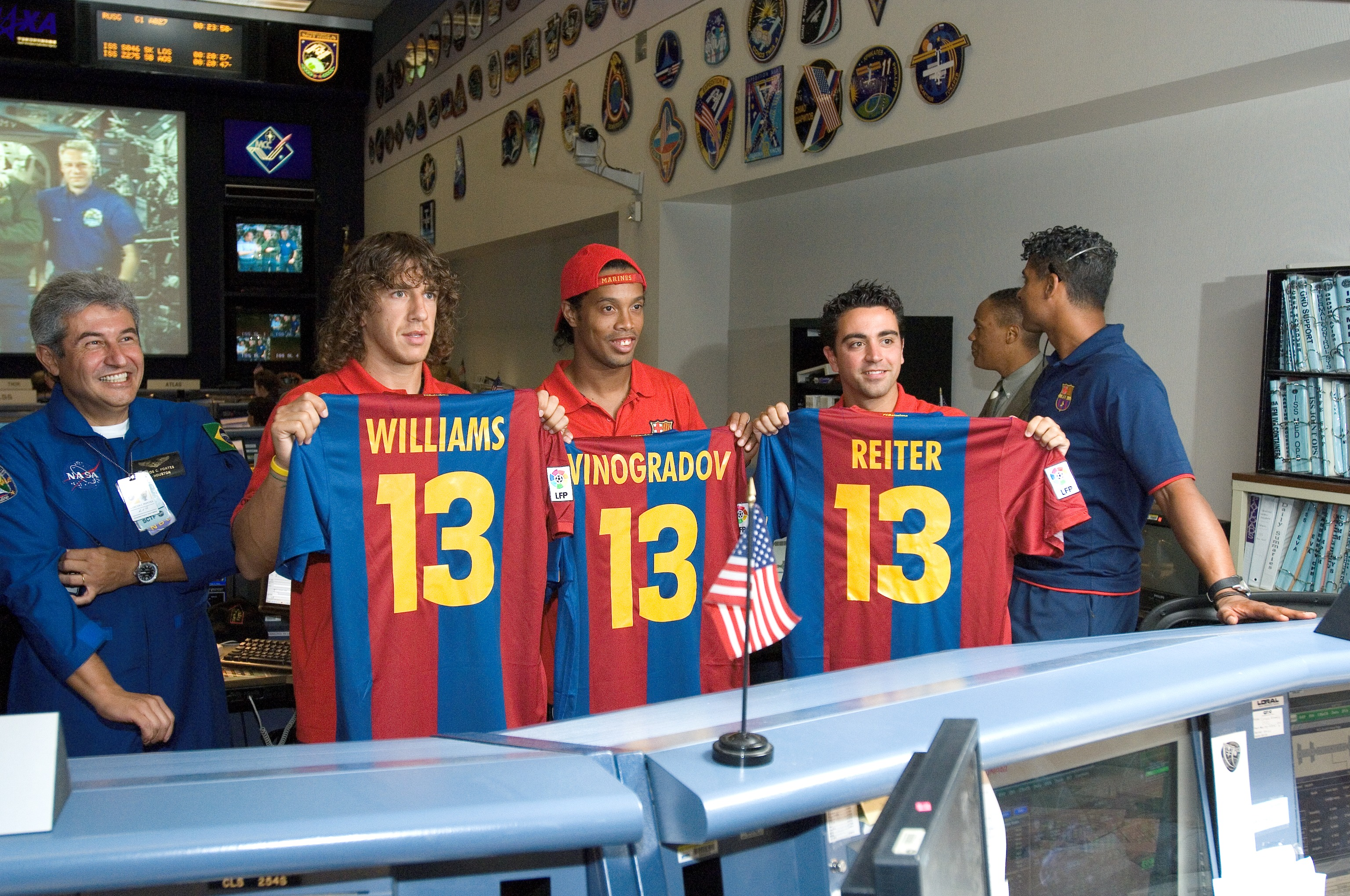
Xavi (phải) với Carles Puyol và Ronaldinho tại Trung tâm vũ trụ Johnson của NASA năm 2006

Trong những năm này, Barcelona đang trên bờ vực phá sản và phải vật lộn để giữ vị trí của mình trong nhóm ưu tú của La Liga. Chơi tiền vệ nhưng thiên về phòng ngự, Xavi đã thực hiện 20 pha kiến tạo và ghi 7 bàn trong 2 mùa giải đó. Vào ngày 16 tháng 3 năm 2002, anh ghi bàn thắng đầu tiên tại El Clásico trước Real Madrid.
Xavi được làm đội phó trong mùa giải 2004–05, trong đó anh đã giúp Barcelona giành La Liga và Supercopa España 2004. Anh được vinh danh là Cầu thủ Tây Ban Nha xuất sắc nhất của La Liga năm 2005.
Trong mùa giải 2005–06, Xavi đã bị rách dây chằng ở đầu gối trái khi tập luyện; anh đã phải nghỉ thi đấu trong bốn tháng nhưng đã trở lại vào tháng Tư và ngồi trên băng ghế dự bị trong chiến thắng của Barcelona trong trận chung kết Champions League 2006 trước Arsenal. Anh cũng đã giành được La Liga và Supercopa de España một lần nữa.

#### 2008–2012: Thành công liên tục trong nước và châu Âu
—Cựu huấn luyện viên Barcelona Pep Guardiola, tháng 9 năm 2008.
Sau khi được vinh danh là Cầu thủ xuất sắc nhất giải đấu tại Euro 2008, Xavi đã nói chuyện với Bayern Munich về một vụ chuyển nhượng, nhưng huấn luyện viên mới được bổ nhiệm của Barcelona, Pep Guardiola, đã thuyết phục anh rằng anh quá quan trọng với câu lạc bộ để được phép ra đi. Anh ấy là một phần quan trọng trong cú ăn ba của Barcelona và ghi bàn thắng thứ tư trong chiến thắng 4–1 trong Chung kết Copa del Rey 2009 trước Athletic Bilbao, bằng một quả đá phạt. Tại La Liga, một trong những trận đấu quan trọng nhất của anh ấy là chiến thắng 6–2 Clásico trước Real Madrid vào ngày 2 tháng 5; anh ấy đã kiến tạo bốn bàn thắng – một lần cho Carles Puyol, một lần cho Thierry Henry và hai lần cho Lionel Messi.
Xavi giúp Barcelona giành chiến thắng trận chung kết Champions League 2009 2–0 trước Manchester United, kiến tạo bàn thắng thứ hai bằng cách chuyền ngang cho Messi đánh đầu. Trước trận đấu, huấn luyện viên Sir Alex Ferguson của Manchester United đã dành nhiều lời khen ngợi cho sự kết hợp tiền vệ trung tâm giữa Xavi và Andrés Iniesta, nói rằng, "Tôi không' Tôi không nghĩ rằng Xavi và Iniesta đã từng để mất bóng trong đời. Họ đưa bạn vào vòng đu quay đó và họ có thể khiến bạn chóng mặt." Xavi được bình chọn là "tiền vệ xuất sắc nhất UEFA Champions League" vì những đóng góp của anh ấy trong chiến thắng chiến dịch Champions League 2008–09 của Barcelona. Xavi là cầu thủ kiến tạo nhiều nhất tại La Liga với 20, và ở Champions League, với 7; anh đã có được 29 pha kiến tạo trong mùa giải đó. Xavi còn hợp đồng với Barça đến năm 2014 sau khi gia hạn hợp đồng trong mùa giải 2008–09. Hợp đồng mới khiến anh ấy trở thành một trong những người kiếm được nhiều tiền nhất của câu lạc bộ, với mức lương 7,5 triệu euro một năm.

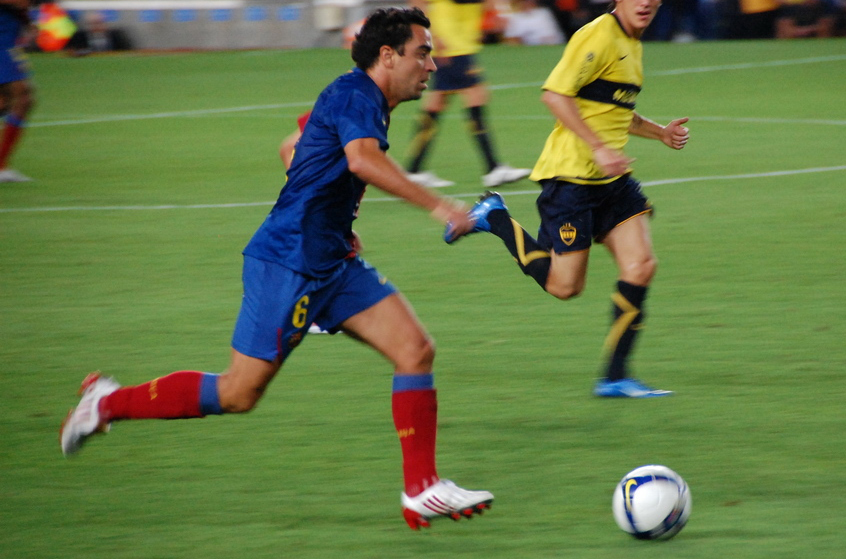
Xavi thi đấu cho Barcelona năm 2008

Trong suốt mùa giải 2009–10, các nhà báo ngày càng ghi nhận đóng góp của Xavi cho đội Barcelona. Ví dụ:
"Đơn giản là tiền vệ hay nhất của bóng đá hiện đại. Thậm chí có thể lập luận rằng Xavi và Matthäus là hai người giỏi nhất ở vị trí này trong lịch sử. Đẳng cấp thế giới trong vài năm nay, đặc biệt là ba mùa giải vừa qua mà cầu thủ 30 tuổi này không thể chạm tới. Đường chuyền của Xavi ở đó với Michel Platini, anh ấy tạo ra vô số bàn thắng với những đường bóng thiên tài trong khi hầu như không bao giờ từ bỏ quyền sở hữu."

Trong mùa giải 2009–10, Xavi một lần nữa đứng đầu bảng kiến tạo và thực hiện cả hai pha kiến tạo trong chiến thắng 2–0 của Barcelona trước Real Madrid tại Santiago Bernabéu. Barcelona đã giành được danh hiệu Liga với kỷ lục 99 điểm, và Xavi được ca ngợi là cầu thủ xuất sắc thứ hai của Barcelona trong một cuộc bầu chọn kéo dài cả mùa giải. Vào ngày 3 tháng 6 năm 2010, tờ báo có trụ sở tại Madrid Marca đã trao cho anh vị trí thứ ba trong giải thưởng Trofeo Alfredo di Stéfano hàng năm cho cầu thủ xuất sắc nhất La Liga, sau Messi và Cristiano Ronaldo.
—Xavi phát biểu vào năm 2011 về phong cách chuyền tiki-taka do Johan Cruyff giới thiệu cho Barcelona.
Vào ngày 9 tháng 6 năm 2010, Xavi ký hợp đồng mới có thời hạn 4 năm với câu lạc bộ, hợp đồng này có thể được tự động gia hạn đến ngày 30 tháng 6 năm 2016 dựa trên số trận đã chơi. Vào ngày 29 tháng 11, anh ghi bàn thắng thứ ba vào lưới kình địch không đội trời chung Real Madrid trong chiến thắng 5–0 trên sân nhà. Vào ngày 18 tháng 12, anh ấy ghi một bàn thắng khác vào lưới Espanyol trong chiến thắng 5–1. Tại Champions League, Xavi đã ghi một bàn thắng quý giá với pha kiến tạo của David Villa trong chiến thắng trên sân nhà trước Arsenal, giúp Barcelona tiến vào tứ kết.
Xavi là một trong ba người vào chung kết cho Quả bóng vàng FIFA 2010, và đứng thứ ba trong cuộc bầu chọn sau các đồng đội ở Barcelona của anh ấy là Lionel Messi và Andrés Iniesta. Anh suýt đánh bại Messi để giành giải Cầu thủ của năm từ tạp chí World Soccer.

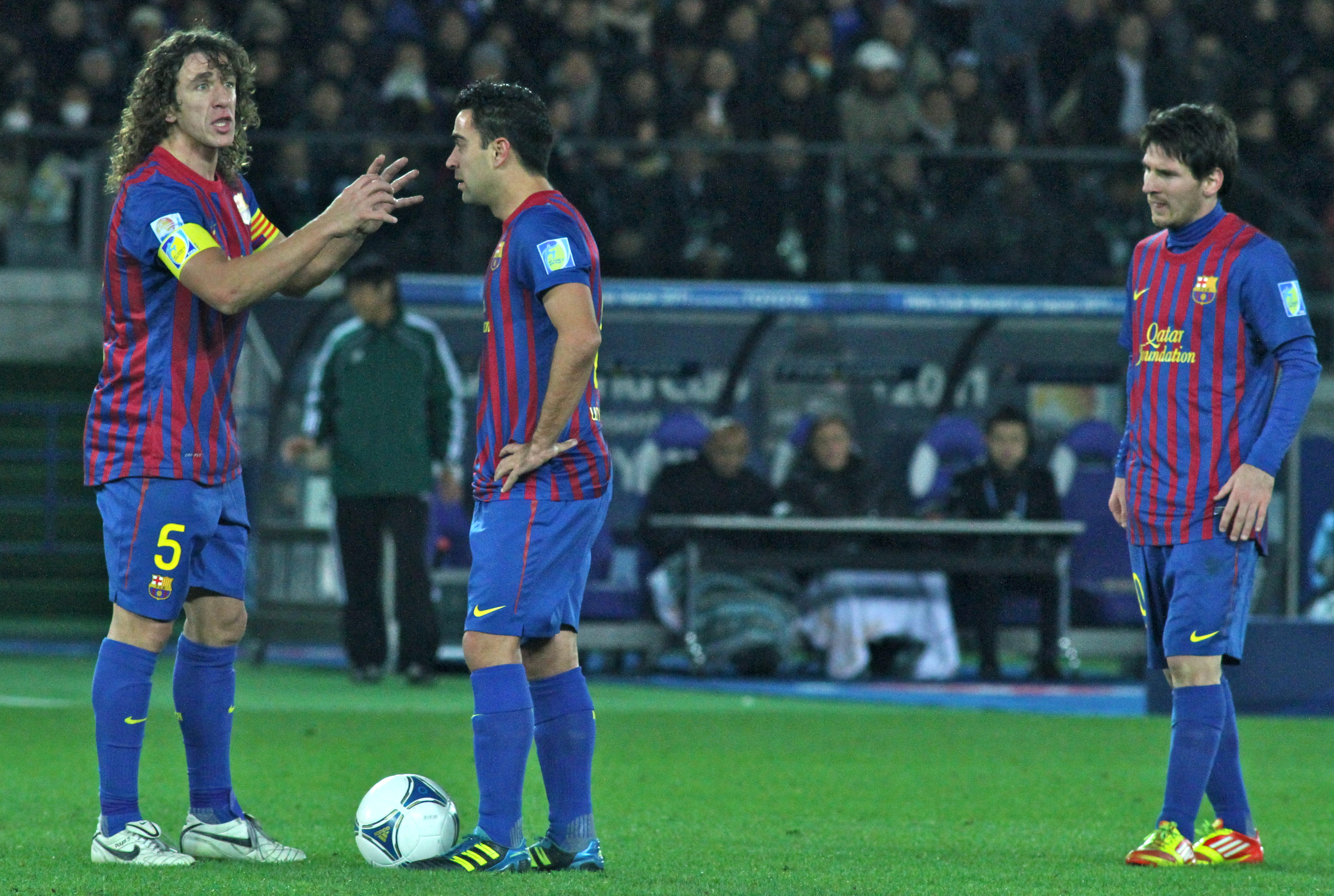
Xavi (giữa) với các đồng đội Barcelona Carles Puyol (trái) và Lionel Messi (phải) vào tháng 12 năm 2011

Vào ngày 2 tháng 1 năm 2011, trong một trận đấu với Levante, Xavi đã có trận đấu thứ 549 cho câu lạc bộ trên mọi đấu trường, phù hợp với kỷ lục do Migueli nắm giữ. Xavi sau này trở thành cầu thủ ra sân nhiều nhất cho Barcelona mọi thời đại. Vào ngày 28 tháng 5, Xavi đã xuất hiện trong Chung kết UEFA Champions League 2011 tại Sân vận động Wembley ở London khi Barcelona đánh bại Manchester United trong trận đấu lớn lần thứ hai sau ba mùa giải, giành chiến thắng 3–1.
Xavi bắt đầu mùa giải 2011–12 với phong độ ghi bàn tốt và dường như ảnh hưởng của anh ấy tăng lên đối với đội bất chấp sự trở lại được mong đợi từ lâu của Cesc Fàbregas và sự thăng tiến của Thiago để tạo thêm sự cạnh tranh cho các vị trí ở vị trí tiền vệ tấn công của Barça. Vào ngày 18 tháng 12, trong trận chung kết FIFA Club World Cup 2011 ở Yokohama, Barcelona đã giành chiến thắng 4–0 trước đội bóng Brasil Santos khi Xavi ghi một bàn thắng và kiến tạo cho Lionel Messi. Sau khi bóng ở phía sau anh một chút, Xavi đưa bóng xuống bằng một cái chân cong, sử dụng mắt cá chân để kiểm soát nó một cách hiệu quả, trước khi tung đường chuyền cho Messi, người đã ghi bàn thắng đầu tiên.
Xavi đã ghi bàn thắng quyết định trong trận đấu Bảng H với A.C. Milan, một trận đấu quan trọng cho sự tiến bộ của Barcelona trong vòng đấu loại trực tiếp Champions League. Tổng cộng, Xavi đã có màn trở lại ghi bàn tốt nhất trong sự nghiệp của anh ấy ở mùa giải 2011–12 với 10 bàn thắng ở Liga, hai bàn ở Copa del Rey – giải đấu mà Barcelona đã giành được – và một bàn trong chiến thắng chung kết Club World Cup.

#### 2012–2015: Những năm sau đó và sự ra đi

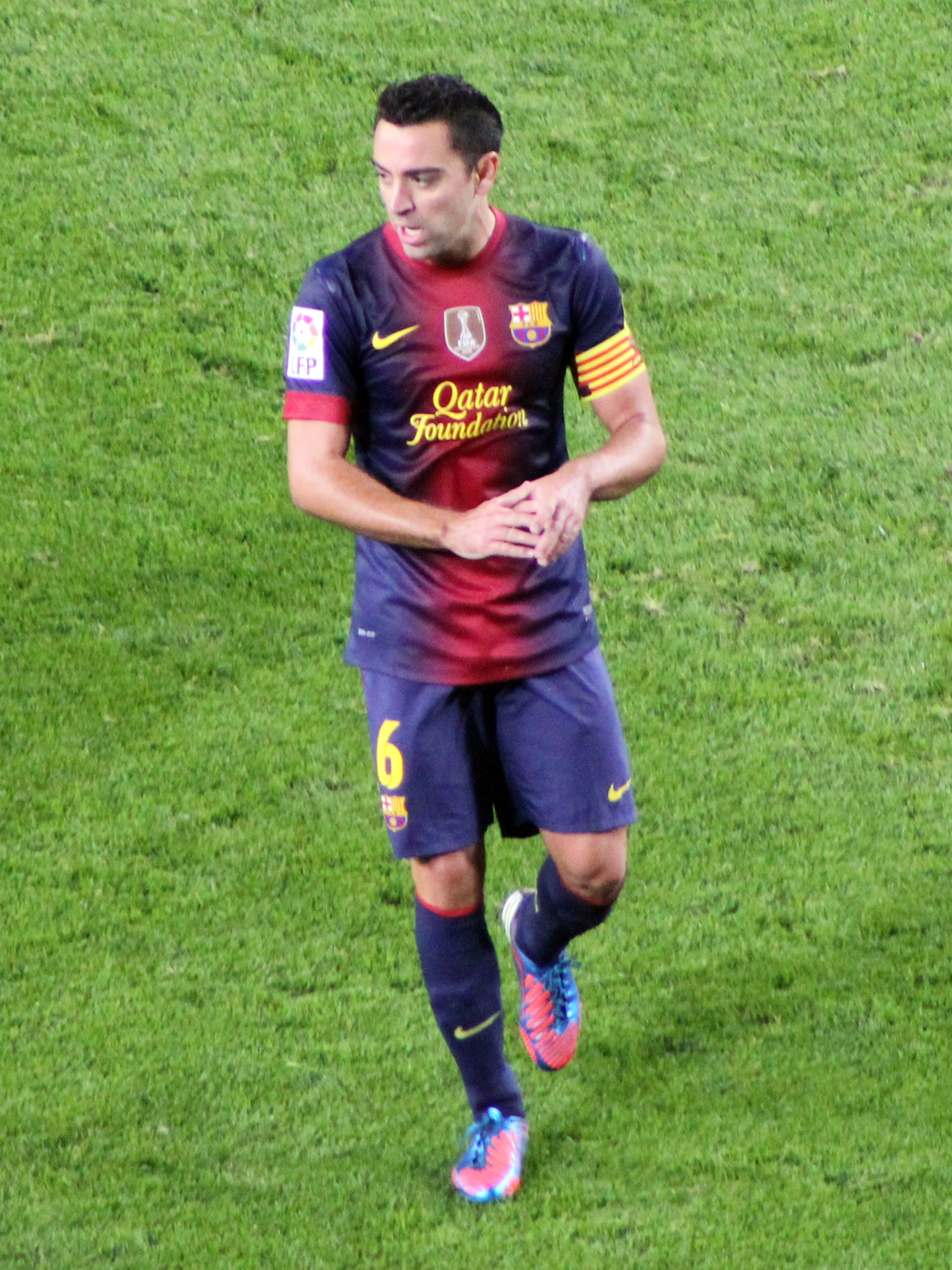
Xavi là đội trưởng Barcelona vào tháng 11 năm 2012

Vào ngày 18 tháng 12 năm 2012, Barcelona đã gia hạn hợp đồng của Xavi, kéo dài đến ngày 30 tháng 6 năm 2016.
Anh ấy đã ghi một bàn thắng vào lưới Real Madrid trong chiến thắng 3–2 cho Barcelona. Xavi có tên trong FIFA World XI, cùng với các đồng đội Iniesta, Messi và Dani Alves. Barcelona hầu như đã giành được danh hiệu La Liga của họ vào đầu năm 2013, cuối cùng cân bằng kỷ lục 100 điểm của Real Madrid ở mùa giải trước.
Vào ngày 16 tháng 1 năm 2014, Xavi có trận đấu thứ 700 cho đội một trước Getafe trong Copa del Rey. Lần đầu tiên sau 5 năm, Barcelona kết thúc mùa giải mà không có danh hiệu lớn nào; họ đã bị đánh bại trong trận chung kết Copa del Rey với Gareth Bale ghi bàn thắng muộn, và đánh mất giải vô địch ở trận đấu cuối cùng với Atlético Madrid.
Vào tháng 6 năm 2014, có thông báo rằng Xavi sẽ rời câu lạc bộ. Tuy nhiên, vào ngày 22 tháng 7, sau cuộc nói chuyện với người quản lý mới được bổ nhiệm và đồng đội cũ Luis Enrique, Xavi quyết định ở lại Camp Nou thêm một mùa giải. Anh cũng được bổ nhiệm làm đội trưởng câu lạc bộ. Vào ngày 25 tháng 4 năm 2015, Xavi có trận đấu thứ 500 tại La Liga, trở thành cầu thủ thứ 8 trong lịch sử làm được điều này. Vào ngày 4 tháng 6, một sự kiện chia tay đã được tổ chức tại Barcelona dành cho Xavi với các cầu thủ, huấn luyện viên, bạn bè và gia đình bày tỏ sự kính trọng đối với anh.
Vào ngày 6 tháng 6 năm 2015, Xavi vào sân thay cho Andrés Iniesta ở phút thứ 78 để có trận đấu thứ 767 và cũng là trận cuối cùng cho Barcelona trong Chung kết Champions League 2015, khi câu lạc bộ giành chiến thắng thứ năm Cúp C1 châu Âu, đánh bại Juventus trên Olympiastadion tại Berlin. Xavi, với tư cách là đội trưởng của câu lạc bộ, đã nâng cao chiếc cúp. Điều này khiến Barcelona trở thành câu lạc bộ đầu tiên trong lịch sử giành được cú ăn ba giải quốc nội, cúp quốc gia và cúp châu Âu hai lần. Xavi, Iniesta, Messi, Gerard Piqué, Pedro, Sergio Busquets và Dani Alves là thành viên của cả hai đội giành cú ăn ba. 767 lần ra sân của Xavi là kỷ lục của câu lạc bộ cho đến khi bị Lionel Messi vượt qua vào tháng 3 năm 2021.

### Al Sadd

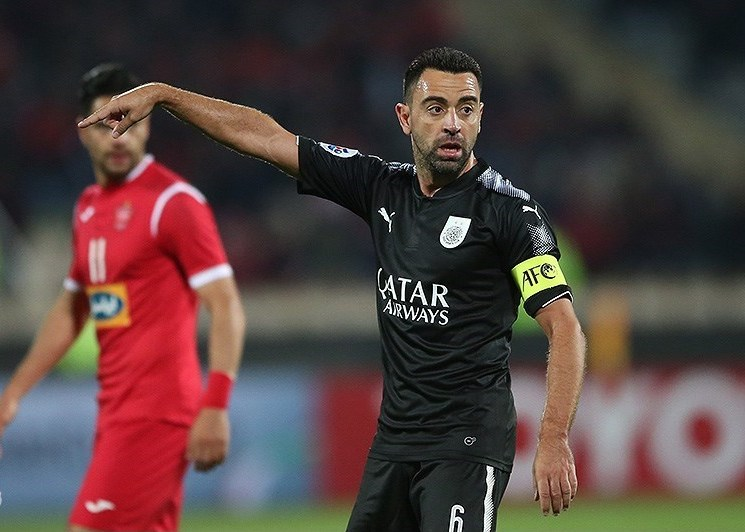
Xavi thi đấu cho Al Sadd đấu với Persepolis vào tháng 4 năm 2018

Vào ngày 21 tháng 5 năm 2015, Xavi thông báo rằng anh sẽ gia nhập câu lạc bộ Qatar Al Sadd vào cuối mùa giải 2014–15 theo hợp đồng ba năm. Theo người đại diện của anh ấy, thỏa thuận sẽ liên quan đến việc anh ấy trở thành đại sứ cho FIFA World Cup 2022 ở Qatar, đồng thời bắt đầu bằng cấp huấn luyện của anh ấy. Anh ra mắt cho Al Sadd trong chiến thắng 4–0 trước Mesaimeer vào ngày 13 tháng 9 năm 2015, kiến tạo trong bàn thắng đầu tiên của đội. Trong trận đấu tiếp theo, anh ghi bàn thắng đầu tiên cho câu lạc bộ trong trận hòa 2–2 với Umm Salal. Al Sadd đã kết thúc chiến dịch giải đấu ở vị trí thứ ba, đưa họ vào một suất tham dự AFC Champions League mùa giải tiếp theo, giải đấu cấp câu lạc bộ ưu tú của AFC. Xavi đã ghi ba bàn trong mùa giải. Tại Champions League, Al Sadd bị đội bóng UAE Al Jazira loại khỏi vòng loại trên chấm phạt đền; Xavi sút hỏng quả phạt đền.
Xavi đã giành được chiếc cúp đầu tiên với Al Sadd sau chiến thắng 2–1 trước El Jaish trong trận chung kết Qatar Cup vào ngày 29 tháng 4 năm 2017. Vào ngày 10 tháng 11 năm 2017, Xavi nói rằng anh sẽ giải nghệ khi hợp đồng với Al Sadd hết hạn vào cuối mùa giải 2017–18, và sau đó sẽ theo đuổi sự nghiệp huấn luyện viên. Tuy nhiên, anh ấy đã hoãn lại những kế hoạch này và ký gia hạn hợp đồng hai năm vào ngày 24 tháng 5 năm 2018. Vào tháng 10 năm 2018, Al Sadd lọt vào bán kết AFC Champions League 2018 của giải đấu với Xavi là đội trưởng nhưng bị loại 2–1 bởi Persepolis.
Vào ngày 2 tháng 5 năm 2019, Xavi thông báo rằng anh sẽ giã từ sự nghiệp bóng đá chuyên nghiệp vào cuối mùa giải. Vào ngày 20 tháng 5 năm 2019, Xavi chơi trận đấu cuối cùng trong sự nghiệp của mình, thất bại 0–2 trước Persepolis tại Tehran, Iran, trận cuối cùng vòng bảng AFC Champions League của Al Sadd; trước trận đấu, anh nói rằng anh muốn ở lại Qatar sau khi giải nghệ và anh sẽ tìm cách bắt đầu sự nghiệp huấn luyện, anh ấy bình luận: "Ý tưởng là bắt đầu với tư cách là một huấn luyện viên ở Qatar, để kiểm tra bản thân và tích lũy kinh nghiệm."

## Sự nghiệp quốc tế

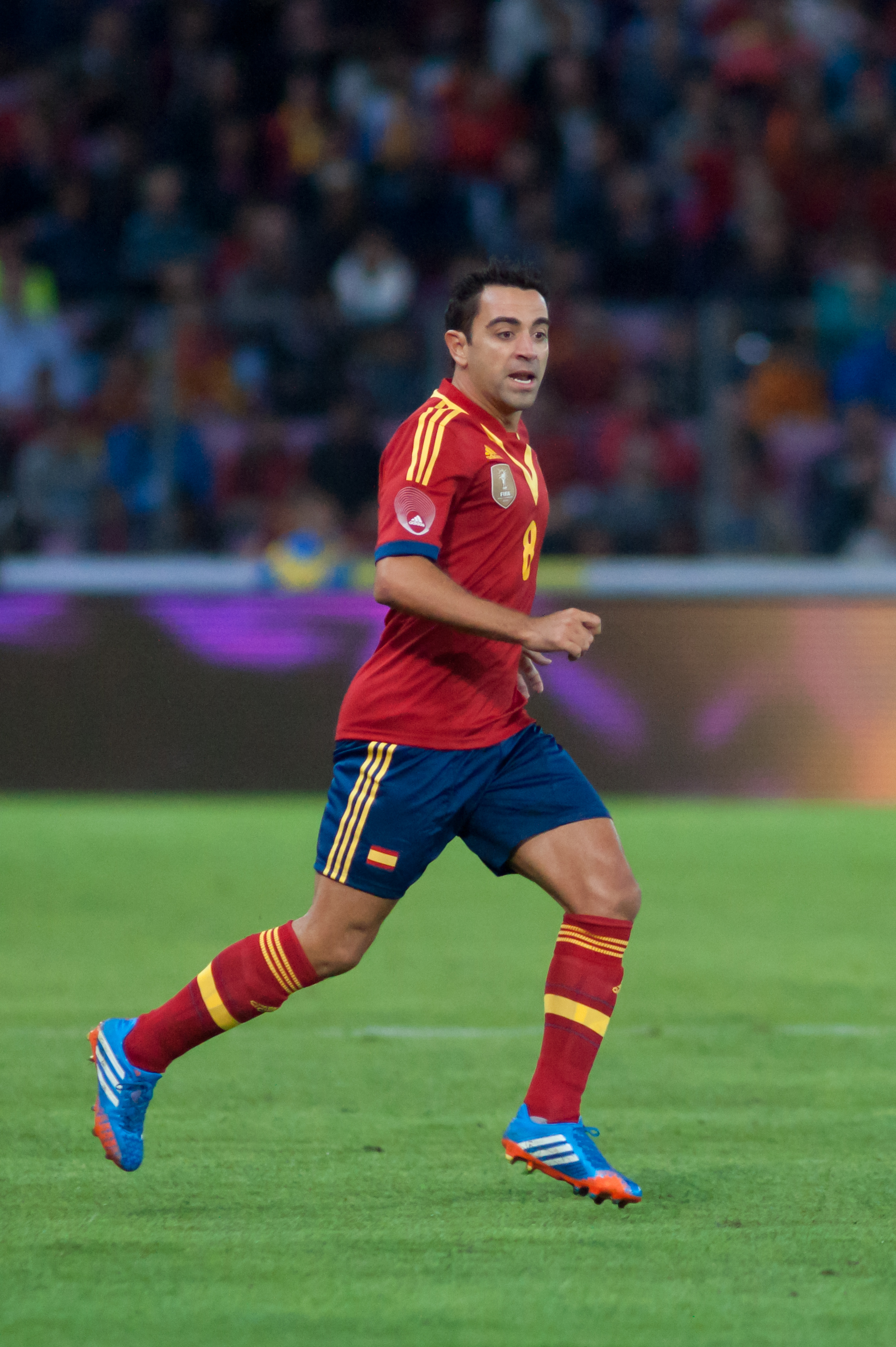
Xavi thi đấu cho Tây Ban Nha

Xavi đã chơi cho Tây Ban Nha tại Thế vận hội 2000, FIFA World Cup 2002, Euro 2004, FIFA World Cup 2006, Euro 2008, FIFA Confederations Cup 2009, FIFA World Cup 2010, Euro 2012, FIFA Confederations Cup 2013 và FIFA World Cup 2014. Năm 1999, anh là thành viên của đội tuyển Tây Ban Nha vô địch FIFA World Youth Championship tại Nigeria, cùng với Xavi cũng ghi hai bàn trong giải đấu.

### UEFA Euro 2008
Xavi đã được vinh danh là cầu thủ xuất sắc nhất Euro 2008 sau khi Tây Ban Nha đánh bại Đức 1–0 trong trận chung kết. Xavi chiếm ưu thế ở hàng tiền vệ, nơi khả năng chuyền bóng và đọc trận đấu của anh đóng vai trò then chốt trong thành công của Tây Ban Nha, khi anh dẫn dắt quốc gia của mình giành chiếc cúp bạc đầu tiên kể từ Euro 1964. Andy Roxburgh, người đứng đầu Ủy ban kỹ thuật của UEFA, cho biết, "Chúng tôi đã chọn Xavi vì anh ấy là hình ảnh thu nhỏ của lối chơi Tây Ban Nha. Anh ấy có ảnh hưởng trong toàn bộ lối chơi kiểm soát bóng, chuyền bóng và thâm nhập Tây Ban Nha đã chơi."
Xavi đã ghi bàn thắng đầu tiên trong trận bán kết với Nga, mà Tây Ban Nha đã thắng 3–0. Trong trận chung kết, anh ấy đã thực hiện đường chuyền để Fernando Torres ghi bàn thắng quyết định.

### FIFA World Cup 2010

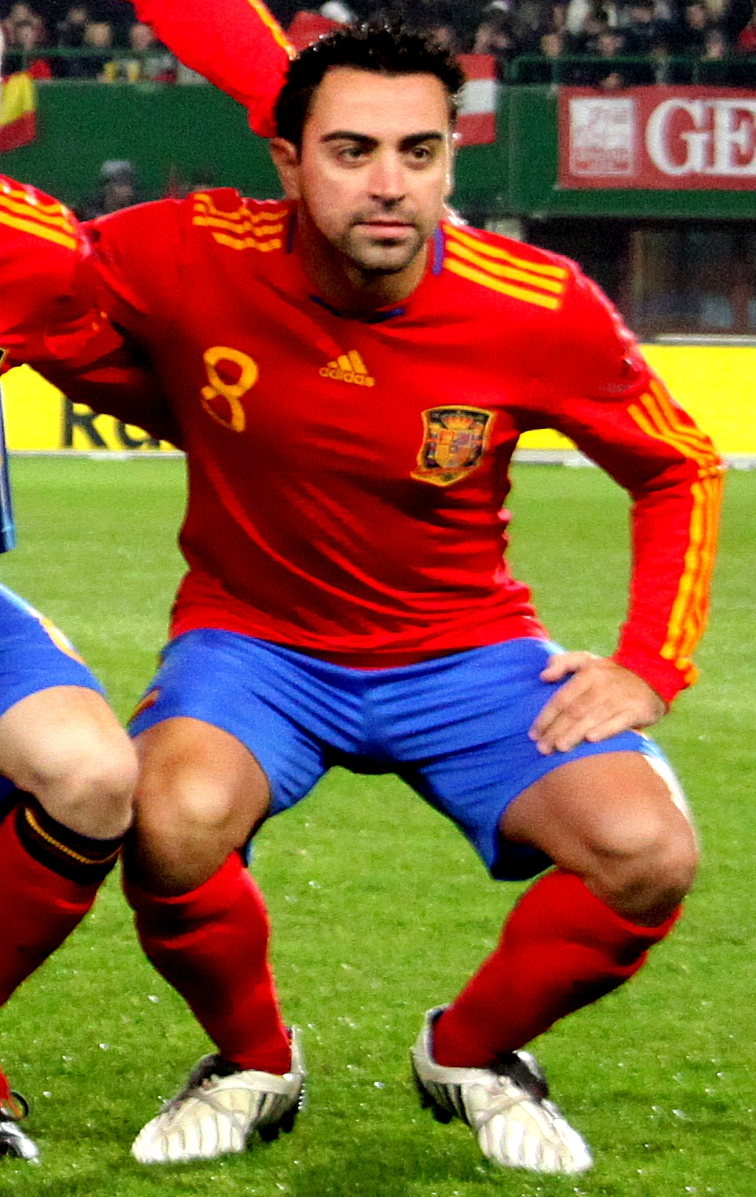
Xavi tại FIFA World Cup 2010

Xavi có tên trong đội tuyển Tây Ban Nha tham dự World Cup 2010 ở Nam Phi, và cuối cùng Tây Ban Nha đã giành chức vô địch World Cup đầu tiên của họ. Anh ấy cung cấp nhiều đường chuyền chính xác nhất, 599 với tỷ lệ chuyền bóng thành công là 91%, và anh ấy chuyền bóng trong vòng 18 yard nhiều hơn bất kỳ cầu thủ nào khác trong giải đấu. Trong trận chung kết, anh ấy đã thực hiện 57 đường chuyền chính xác ở hiệp một. Xavi cũng đã chạy 80,20 km trong suốt giải đấu, trung bình khoảng 11,5 km mỗi trận, nhiều hơn bất kỳ cầu thủ nào khác. Trong trận chung kết, anh đã chạy được quãng đường gần 15 km.
Xavi là trái tim đang đập của đội tuyển Tây Ban Nha này, người điều khiển nhịp điệu tiki-taka hết đường chuyền này đến đường chuyền khác. Anh ấy có thể chỉ cao 1,70 m với dáng đi khom khom một cách kỳ lạ nhưng không cầu thủ nào có ảnh hưởng hơn đến lối chơi của toàn đội anh ấy. Anh ấy không ghi bàn, không thực sự tắc bóng: anh ấy chỉ chuyền và chuyền với độ chính xác và sự thông minh không thua kém bất kỳ đồng nghiệp nào.— Duncan White của The Telegraph nói về Xavi tại World Cup 2010.

Trong trận đấu ở vòng 16 đội với Bồ Đào Nha, Xavi đã thực hiện một đường chuyền bằng gót ở phút thứ 63 cho David Villa. Mặc dù Villa đã bị thủ môn Eduardo cản phá cú sút bằng chân trái của anh ấy, nhưng sau đó anh ấy đã thực hiện một pha phản công bằng chân phải để ghi bàn ấn định chiến thắng. Trong trận bán kết với Đức, Xavi chuyền từ quả phạt góc đến rìa vòng 6m, nơi Carles Puyol ghi bàn bằng đầu vào góc cao bên phải. Tây Ban Nha kiểm soát bóng vượt trội trong suốt giải đấu, kiểm soát bóng trung bình 59% trong ba trận đấu vòng bảng của họ và 44 đường chuyền mỗi cú sút trong toàn bộ World Cup, phần lớn là nhờ bộ ba tiền vệ Xavi, Iniesta và Xabi Alonso, những người đã nổi bật trên các phương tiện truyền thông vì vai trò của họ trong chức vô địch của Tây Ban Nha; Tây Ban Nha cũng hoàn thành nhiều đường chuyền hơn (3.547) so với bất kỳ đội tuyển nào tại World Cup kể từ năm 1966.

### UEFA Euro 2012

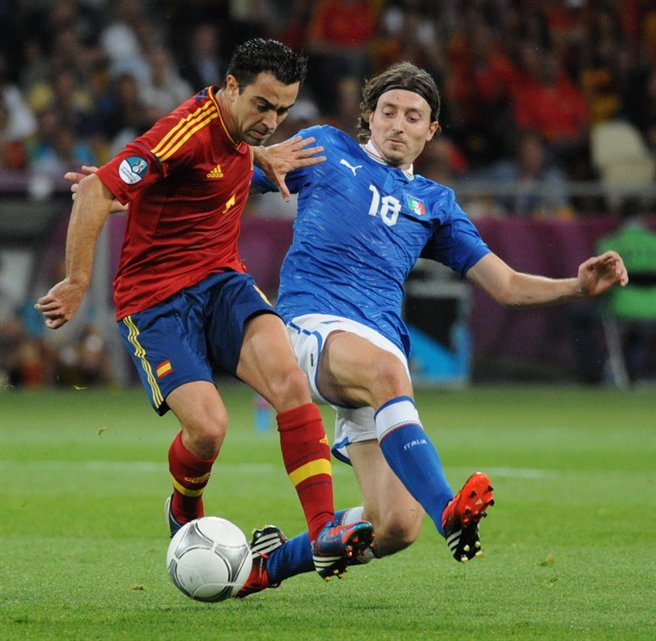
Xavi (trái) quay lưng lại với Riccardo Montolivo của Ý tại trận chung kết UEFA Euro 2012.

Xavi đã chơi cho Tây Ban Nha tại Euro 2012 mà Tây Ban Nha đã giành chiến thắng khi đánh bại Ý 4–0 trong chung kết. Xavi đã thực hiện 136 đường chuyền (hoàn thành 127, tỷ lệ thành công 94%) trong chiến thắng 4–0 của Tây Ban Nha trong trận đấu vòng bảng với Cộng hòa Ireland, nhiều hơn bất kỳ cầu thủ nào khác trong một trận đấu tại Giải vô địch châu Âu. Kỷ lục trước đó là 117 đã được thiết lập bởi Ronald Koeman trong trận đấu tại Euro 1992 giữa Hà Lan và Đan Mạch. Xavi và Andrés Iniesta đã thực hiện 229 đường chuyền trong trận đấu, nhiều hơn tổng số đường chuyền của cả đội Ireland. "Pum, pum, pum, pum" là cách Xavi mô tả âm thanh nhịp nhàng của quả bóng di chuyển giữa anh và đồng đội ở hàng tiền vệ.
Với việc Xavi cung cấp hai pha kiến tạo trong trận chung kết, cho Jordi Alba và Fernando Torres, anh trở thành cầu thủ đầu tiên có pha kiến tạo trong hai trận chung kết UEFA Euro. Chiến thắng tại UEFA Euro 2012 của Tây Ban Nha đã biến Xavi trở thành cầu thủ được vinh danh nhiều nhất trong lịch sử bóng đá Tây Ban Nha, vị trí mà anh ấy đã chia sẻ trước đó với Carles Puyol, người đã bỏ lỡ giải đấu.

### Giải nghệ
Vào ngày 5 tháng 8 năm 2014, sau khi Tây Ban Nha bị loại ở vòng bảng World Cup 2014 , Xavi tuyên bố từ giã sự nghiệp thi đấu quốc tế sau 133 lần ra sân trong khoảng thời gian 14 năm. Huấn luyện viên từng vô địch World Cup của Tây Ban Nha Vicente del Bosque bày tỏ lòng kính trọng, nói rằng Xavi là "một phần quan trọng trong lối chơi của đội" và "anh ấy quan trọng với chúng tôi hơn cả huấn luyện viên", đồng thời nói thêm, "Chúng tôi sẽ nhớ anh ấy cả trong và ngoài sân cỏ. Anh ấy là một cầu thủ mà chúng tôi vô cùng kính trọng cả về mặt cá nhân cũng như với tư cách một cầu thủ. Anh ấy đã và sẽ luôn là một người và một cầu thủ được liên đoàn đánh giá cao, ban huấn luyện và của chính tôi."

## Sự nghiệp huấn luyện viên

### Al-Sadd

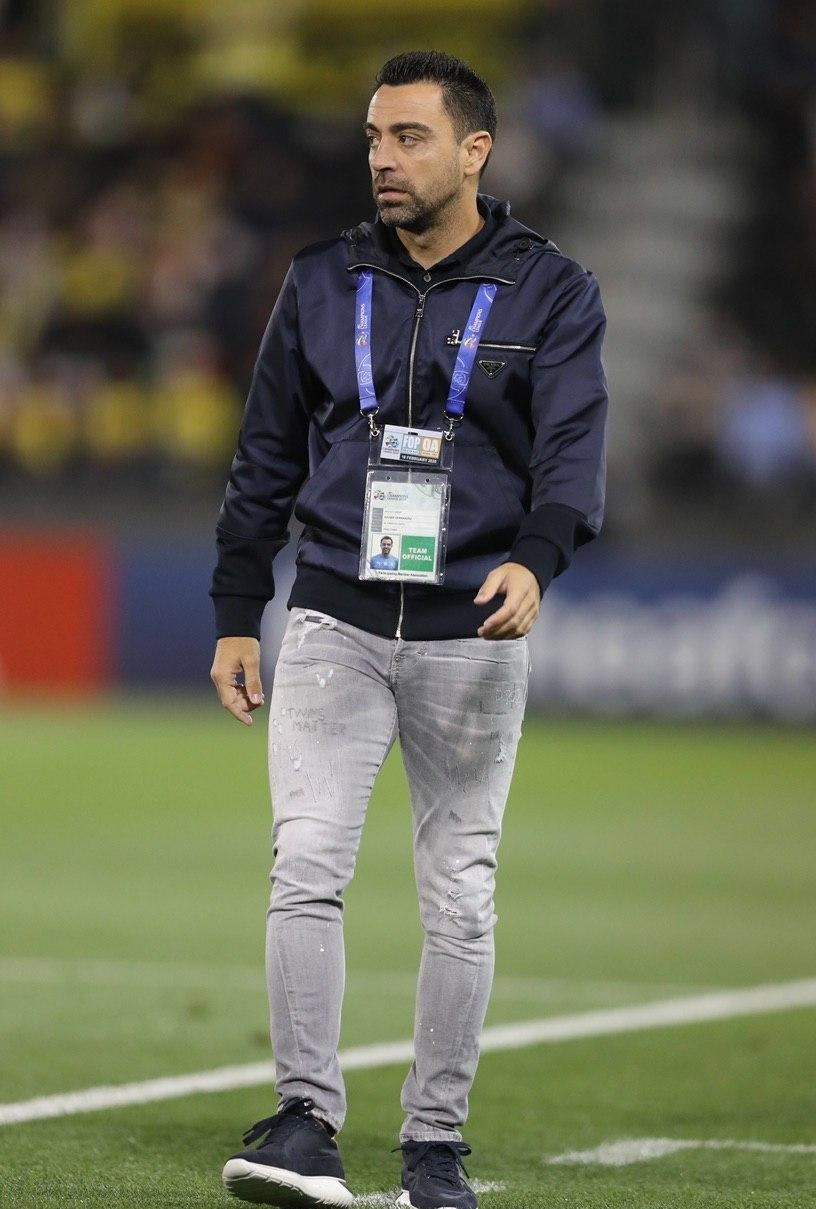
Xavi quản lý Al Sadd trong trận đấu AFC Champions League với Sepahan, ngày 18 tháng 2 năm 2020

Vào ngày 28 tháng 5 năm 2019, có thông báo rằng Xavi sẽ tiếp quản vị trí huấn luyện viên của Al Sadd theo hợp đồng hai năm. Xavi đã giúp câu lạc bộ lọt vào bán kết AFC Champions League, nơi họ bị loại bởi Al Hilal SFC với tỷ số chung cuộc 6–5. Trong giải đấu, câu lạc bộ đứng thứ ba. Trong mùa giải 2019–20, Xavi đã dẫn dắt đội của mình giành được một danh hiệu trong nước, Qatar Cup. Tại AFC Champions League 2020, Al Sadd lọt vào vòng 16 đội nhưng bị loại 1–0 bởi Persepolis. Trong 97 trận đấu dẫn dắt Al Sadd, kéo dài hai năm rưỡi, ông đã dẫn dắt câu lạc bộ giành được bảy danh hiệu.
Vào ngày 3 tháng 11 năm 2021, Al Sadd đã hòa 3–3 trước Al-Duhail trong trận đấu cuối cùng của mình. Hai ngày sau, Al Sadd thông báo Xavi chuyển đến Barcelona sau khi điều khoản giải phóng của anh được thanh toán.

### Barcelona
Vào ngày 6 tháng 11 năm 2021, Xavi trở lại câu lạc bộ cũ của anh ấy là Barcelona với tư cách là huấn luyện viên mới thay thế Ronald Koeman, theo một hợp đồng đến tháng 6 năm 2024. Sau khi đến, Xavi đã thực hiện các quy tắc chặt chẽ hơn đối với các cầu thủ bao gồm áp dụng lại tiền phạt, đến sớm để tập luyện và theo dõi các hoạt động ngoài sân cỏ của các cầu thủ.
Trong trận đấu đầu tiên, Barcelona đã đánh bại đối thủ cùng thành phố Espanyol với tỷ số 1–0 tại Camp Nou ở La Liga để giành chiến thắng đầu tiên tại Derby Catalan với tư cách là huấn luyện viên. Vào ngày 4 tháng 12, Xavi chịu thất bại đầu tiên trên cương vị huấn luyện viên Barcelona sau trận thua 0–1 trước Real Betis trên sân nhà ở La Liga. Trong chiến dịch Champions League đầu tiên của Xavi, anh dẫn dắt hai trận vòng bảng còn lại. Sau khi hòa 0–0 với Benfica tại Camp Nou vào ngày 23 tháng 11 và thua 0–3 trước Bayern Munich vào ngày 8 tháng 12 tại Allianz Arena, Barcelona đứng thứ ba tại vòng bảng đưa họ vào vòng play-off loại trực tiếp Europa League.
Vào ngày 12 tháng 1 năm 2022, trong trận Clásico đầu tiên của anh, Barcelona đã bị Real Madrid đánh bại 2–3 ở cuối hiệp phụ trpng trận bán kết Supercopa de España. Barcelona bị loại khỏi Copa del Rey sớm sau khi bị Athletic Bilbao đánh bại 3–2 ở cuối hiệp phụ ở vòng 16 đội. Trong kỳ chuyển nhượng mùa đông, Barcelona đã tăng cường sức mạnh cho hàng công của họ với các bản hợp đồng Ferran Torres và Pierre-Emerick Aubameyang và Adama Traoré dưới dạng cho mượn. Sau vài tháng đầu tiên khó khăn với Xavi, Barcelona đã nhanh chóng cải thiện phong độ của họ với những bản hợp đồng mới đóng vai trò quan trọng trong quá trình này. Đội đã bước vào chuỗi 14 trận bất bại bắt đầu bằng chiến thắng 1–0 trước Alavés ở La Liga, trong thời gian này, họ đã ghi bốn bàn sau 6 trên 11 trận và cũng đủ điều kiện tham dự tứ kết của Europa League. Vào ngày 20 tháng 3, Xavi đã giành chiến thắng Clásico đầu tiên với tư cách là huấn luyện viên đánh bại Real Madrid 4–0 ở La Liga tại Santiago Bernabéu kết thúc chuỗi 5 trận thua Clásico của họ và kéo dài chuỗi trận bất bại của họ lên tới 12 trận. Vào ngày 14 tháng 4, Xavi và những người đàn ông của anh ấy, những người đang trên đà trở lại ngoạn mục, đã bị loại khỏi vòng tứ kết UEL bởi Eintracht Frankfurt, kết thúc chuỗi 15 trận bất bại. Tại La Liga, anh đã dẫn dắt Barcelona về đích ở vị trí thứ hai từ vị trí thứ chín khi anh nắm quyền.
Tại UEFA Champions League 2022–23, Barcelona đứng thứ 3 trong bảng đấu của họ sau Bayern Munich và Inter Milan và rớt xuống Europa League lần thứ hai liên tiếp. Vào ngày 15 tháng 1 năm 2023, Barcelona giành chức vô địch đầu tiên dưới thời Xavi, sau chiến thắng 3–1 trước Real Madrid tại chung kết Supercopa de España. Vào ngày 14 tháng 5 năm 2023, Xavi giành chức vô địch La Liga 2022–23 với Barcelona sau khi đánh bại Espanyol 4–2, tích lũy được 82 điểm sau 33 trận, trong khi Atletico Madrid kém 13 điểm ở vị trí 69 điểm, họ cũng đã để thủng lưới 11 bàn sau 33 trận, gần bằng kỷ lục phòng ngự tốt nhất được thiết lập bởi Atletico Madrid trong mùa giải 2015–16 (18 bàn thua sau 38 trận). Vào ngày 22 tháng 9 năm 2023, Barcelona thông báo  Xavi đã gia hạn hợp đồng với câu lạc bộ đến năm 2025.
Một chuỗi kết quả đáng thất vọng trong suốt tháng 12 và tháng 1, bao gồm các trận thua lần lượt 4–1 và 4–2 cúp quốc gia trước Real Madrid và Athletic Bilbao, dẫn đến áp lực và sự giám sát ngày càng tăng đối với Xavi. Sau trận thua 3–5 trên sân nhà trước Villarreal vào ngày 27 tháng 1, khiến câu lạc bộ kém đội đầu bảng Real Madrid 10 điểm, Xavi tuyên bố sẽ rời câu lạc bộ sau khi mùa giải 2023-24 kết thúc. Tuy nhiên, vào tháng 4, ông đã rút lại quyết định nghỉ việc vào cuối mùa, để tiếp tục dẫn dắt Barca cho đến hết hợp đồng vào năm 2025. Nhưng vào tối 24/5, Barcelona ra thông báo chia tay Xavi vì chỉ trích tình hình tài chính của đội bóng. Tổng cộng, Xavi dẫn dắt 141 trận, thua 29, hòa 24, thắng 88, đạt tỷ lệ thắng 62,41% và đoạt 2 danh hiệu - La Liga và Siêu Cup Tây Ban Nha mùa trước.

## Truyền thông
Xavi có hợp đồng tài trợ với nhà cung cấp trang phục và thiết bị thể thao Đức Adidas và đã xuất hiện trong các quảng cáo của Adidas cùng với Lionel Messi, Luis Suárez và Robin van Persie. Xavi đã đi giày Adidas Predator.
Vào tháng 11 năm 2014, Xavi xuất hiện trong chiến dịch "11 against Ebola" của FIFA với sự tập hợp của các cầu thủ bóng đá hàng đầu từ khắp nơi trên thế giới, bao gồm Cristiano Ronaldo, Neymar, Gareth Bale và Didier Drogba. Với khẩu hiệu "Cùng nhau, chúng ta có thể đánh bại Ebola", chiến dịch của FIFA được thực hiện cùng với Liên đoàn bóng đá châu Phi (CAF) và các chuyên gia y tế, với các cầu thủ giơ cao 11 thông điệp nhằm nâng cao nhận thức về căn bệnh này và các cách để chiến đấu với nó.

## Đời tư
Kể từ tháng 7 năm 2013, Xavi đã kết hôn với Nuria Cunillera. Họ có một con gái, Asia, sinh năm 2016 và một con trai, Dan, sinh năm 2018.

## Thống kê sự nghiệp

### Câu lạc bộ
| Câu lạc bộ          | Mùa giải            | Giải vô địch        | Giải vô địch | Giải vô địch | Cúp quốc gia | Cúp quốc gia | Châu lục | Châu lục | Khác | Khác | Tổng cộng | Tổng cộng |
| Câu lạc bộ          | Mùa giải            | Hạng đấu            | Trận         | Bàn          | Trận         | Bàn          | Trận     | Bàn      | Trận | Bàn  | Trận      | Bàn       |
| ------------------- | ------------------- | ------------------- | ------------ | ------------ | ------------ | ------------ | -------- | -------- | ---- | ---- | --------- | --------- |
| Barcelona B         | 1997–98             | Segunda División B  | 33           | 2            | –            | –            | –        | –        | 6    | 0    | 39        | 2         |
| Barcelona B         | 1998–99             | Segunda División    | 18           | 0            | –            | –            | –        | –        | –    | –    | 18        | 0         |
| Barcelona B         | 1999–2000           | Segunda División B  | 4            | 1            | –            | –            | –        | –        | –    | –    | 4         | 1         |
| Barcelona B         | Tổng cộng           | Tổng cộng           | 55           | 3            | –            | –            | –        | –        | 6    | 0    | 61        | 3         |
| Barcelona           | 1998–99             | La Liga             | 17           | 1            | 2            | 0            | 6        | 0        | 1    | 1    | 26        | 2         |
| Barcelona           | 1999–2000           | La Liga             | 24           | 0            | 4            | 1            | 10       | 1        | 0    | 0    | 38        | 2         |
| Barcelona           | 2000–01             | La Liga             | 20           | 2            | 7            | 0            | 9        | 0        | –    | –    | 36        | 2         |
| Barcelona           | 2001–02             | La Liga             | 35           | 4            | 1            | 0            | 16       | 0        | –    | –    | 52        | 4         |
| Barcelona           | 2002–03             | La Liga             | 29           | 2            | 1            | 0            | 14       | 1        | –    | –    | 44        | 3         |
| Barcelona           | 2003–04             | La Liga             | 36           | 4            | 6            | 0            | 7        | 1        | –    | –    | 49        | 5         |
| Barcelona           | 2004–05             | La Liga             | 36           | 3            | 1            | 0            | 8        | 0        | –    | –    | 45        | 3         |
| Barcelona           | 2005–06             | La Liga             | 16           | 0            | 0            | 0            | 4        | 0        | 2    | 0    | 22        | 0         |
| Barcelona           | 2006–07             | La Liga             | 35           | 3            | 7            | 2            | 7        | 0        | 5    | 1    | 54        | 6         |
| Barcelona           | 2007–08             | La Liga             | 35           | 7            | 7            | 1            | 12       | 1        | –    | –    | 54        | 9         |
| Barcelona           | 2008–09             | La Liga             | 35           | 6            | 5            | 1            | 14       | 3        | –    | –    | 54        | 10        |
| Barcelona           | 2009–10             | La Liga             | 34           | 3            | 3            | 2            | 11       | 1        | 5    | 1    | 53        | 7         |
| Barcelona           | 2010–11             | La Liga             | 31           | 3            | 6            | 0            | 12       | 2        | 1    | 0    | 50        | 5         |
| Barcelona           | 2011–12             | La Liga             | 31           | 10           | 7            | 2            | 9        | 1        | 4    | 1    | 51        | 14        |
| Barcelona           | 2012–13             | La Liga             | 30           | 5            | 5            | 0            | 11       | 1        | 2    | 1    | 48        | 7         |
| Barcelona           | 2013–14             | La Liga             | 30           | 3            | 5            | 0            | 10       | 1        | 2    | 0    | 47        | 4         |
| Barcelona           | 2014–15             | La Liga             | 31           | 2            | 3            | 0            | 10       | 0        | –    | –    | 44        | 2         |
| Barcelona           | Tổng cộng           | Tổng cộng           | 505          | 58           | 70           | 9            | 170      | 13       | 22   | 5    | 767       | 85        |
| Al Sadd             | 2015–16             | Qatar Stars League  | 24           | 3            | 3            | 0            | 1        | 0        | 2    | 0    | 30        | 3         |
| Al Sadd             | 2016–17             | Qatar Stars League  | 26           | 10           | 3            | 0            | 1        | 0        | 2    | 0    | 32        | 10        |
| Al Sadd             | 2017–18             | Qatar Stars League  | 18           | 6            | 0            | 0            | 7        | 1        | 3    | 0    | 28        | 7         |
| Al Sadd             | 2018–19             | Qatar Stars League  | 14           | 2            | 3            | 0            | 8        | 3        | 2    | 0    | 27        | 5         |
| Al Sadd             | Tổng cộng           | Tổng cộng           | 82           | 21           | 9            | 0            | 17       | 4        | 9    | 0    | 117       | 25        |
| Tổng cộng sự nghiệp | Tổng cộng sự nghiệp | Tổng cộng sự nghiệp | 642          | 82           | 79           | 9            | 187      | 17       | 37   | 5    | 945       | 113       |

1. ↑  Bao gồm Copa del Rey, Emir of Qatar Cup
2. ↑  Ra sân tại Segunda División B play-offs
3. 1 2 3 4 5 6 7 8 9 10 11 12 13 14 15  Ra sân tại UEFA Champions League
4. 1 2 3 4 5  Ra sân tại Supercopa de España
5. ↑  5 lần ra sân tại UEFA Champions League, 4 lần ra sân tại UEFA Cup
6. ↑  Ra sân tại UEFA Cup
7. ↑  2 lần ra sân và 1 bàn tại Supercopa de España, 1 lần ra sân tại UEFA Super Cup, 2 lần ra sân tại FIFA Club World Cup
8. ↑  2 lần ra sân và 1 bàn tại Supercopa de España, 1 lần ra sân tại UEFA Super Cup, 2 lần ra sân tại FIFA Club World Cup
9. ↑  2 lần ra sân tại Supercopa de España, 1 lần ra sân tại UEFA Super Cup, 1 lần ra sân và 1 bàn tại FIFA Club World Cup
10. 1 2 3 4  Ra sân tại AFC Champions League
11. ↑  1 lần ra sân tại Sheikh Jassim Cup, 1 lần ra sân tại Qatar Cup
12. ↑  Ra sân tại Qatar Cup
13. ↑  1 lần ra sân tại Sheikh Jassim Cup, 2 lần ra sân tại Qatar Cup
14. ↑  Ra sân tại Qatari Stars Cup

### Quốc tế
| Đội tuyển quốc gia | Năm       | Chính thức | Chính thức | Giao hữu | Giao hữu | Tổng cộng | Tổng cộng |
| Đội tuyển quốc gia | Năm       | Trận       | Bàn        | Trận     | Bàn      | Trận      | Bàn       |
| ------------------ | --------- | ---------- | ---------- | -------- | -------- | --------- | --------- |
| Tây Ban Nha        | 2000      | –          | –          | 1        | 0        | 1         | 0         |
| Tây Ban Nha        | 2001      | 1          | 0          | –        | –        | 1         | 0         |
| Tây Ban Nha        | 2002      | 5          | 0          | 4        | 0        | 9         | 0         |
| Tây Ban Nha        | 2003      | 3          | 0          | 2        | 0        | 5         | 0         |
| Tây Ban Nha        | 2004      | 2          | 0          | 4        | 0        | 6         | 0         |
| Tây Ban Nha        | 2005      | 8          | 0          | 3        | 1        | 11        | 1         |
| Tây Ban Nha        | 2006      | 6          | 1          | 4        | 1        | 10        | 2         |
| Tây Ban Nha        | 2007      | 8          | 3          | 3        | 0        | 11        | 3         |
| Tây Ban Nha        | 2008      | 9          | 1          | 6        | 2        | 15        | 3         |
| Tây Ban Nha        | 2009      | 9          | 0          | 5        | 0        | 14        | 0         |
| Tây Ban Nha        | 2010      | 8          | 0          | 7        | 0        | 15        | 0         |
| Tây Ban Nha        | 2011      | 5          | 2          | 4        | 0        | 9         | 2         |
| Tây Ban Nha        | 2012      | 9          | 0          | 3        | 1        | 12        | 1         |
| Tây Ban Nha        | 2013      | 8          | 1          | 3        | 0        | 11        | 1         |
| Tây Ban Nha        | 2014      | 1          | 0          | 2        | 0        | 3         | 0         |
| Tổng cộng          | Tổng cộng | 82         | 8          | 51       | 5        | 133       | 13        |

1. ↑  Ra sân tại Vòng loại FIFA World Cup 2002
2. ↑  3 lần ra sân tại FIFA World Cup 2002, 2 lần ra sân tại Vòng loại UEFA Euro 2004
3. ↑  Ra sân tại Vòng loại UEFA Euro 2004
4. 1 2  Ra sân tại Vòng loại FIFA World Cup 2006
5. ↑  4 lần ra sân tại FIFA World Cup 2006, 2 lần ra sân và 1 bàn tại Vòng loại UEFA Euro 2008
6. ↑  Ra sân tại Vòng loại UEFA Euro 2008
7. ↑  5 lần ra sân và 1 bàn tại UEFA Euro 2008, 4 lần ra sân tại Vòng loại FIFA World Cup 2010
8. ↑  5 lần ra sân tại Vòng loại FIFA World Cup 2010, 4 lần ra sân tại FIFA Confederations Cup 2009
9. ↑  7 lần ra sân tại FIFA World Cup 2010, 1 lần ra sân tại Vòng loại UEFA Euro 2012
10. ↑  Ra sân tại Vòng loại UEFA Euro 2012
11. ↑  6 lần ra sân tại UEFA Euro 2012, 3 lần ra sân tại Vòng loại FIFA World Cup 2014
12. ↑  4 lần ra sân và 1 bàn tại Vòng loại FIFA World Cup 2014, 4 lần ra sân tại FIFA Confederations Cup 2013
13. ↑  Ra sân tại FIFA World Cup 2014

Tỷ số và kết quả liệt kê bàn thắng của Tây Ban Nha trước, cột tỷ số ghi tỷ số sau mỗi bàn thắng của Xavi.
| #  | Ngày                 | Địa điểm                                           | Đối thủ       | Tỷ số | Kết quả | Giải đấu                      |
| -- | -------------------- | -------------------------------------------------- | ------------- | ----- | ------- | ----------------------------- |
| 1  | 26 tháng 3 năm 2005  | Sân vận động Helmántico, Salamanca, Tây Ban Nha    | Trung Quốc    | 2–0   | 3–0     | Giao hữu                      |
| 2  | 6 tháng 9 năm 2006   | Windsor Park, Belfast, Bắc Ireland                 | Bắc Ireland   | 1–0   | 2–3     | Vòng loại UEFA Euro 2008      |
| 3  | 11 tháng 10 năm 2006 | Sân vận động La Condomina, Murcia, Tây Ban Nha     | Argentina     | 1–0   | 2–1     | Giao hữu                      |
| 4  | 2 tháng 6 năm 2007   | Sân vận động Skonto, Riga, Latvia                  | Latvia        | 2–0   | 2–0     | Vòng loại UEFA Euro 2008      |
| 5  | 12 tháng 9 năm 2007  | Sân vận động Carlos Tartiere, Oviedo, Tây Ban Nha  | Latvia        | 1–0   | 2–0     | Vòng loại UEFA Euro 2008      |
| 6  | 21 tháng 11 năm 2007 | Sân vận động Gran Canaria, Las Palmas, Tây Ban Nha | Bắc Ireland   | 1–0   | 1–0     | Vòng loại UEFA Euro 2008      |
| 7  | 4 tháng 6 năm 2008   | Sân vận động El Sardinero, Santander, Tây Ban Nha  | Hoa Kỳ        | 1–0   | 1–0     | Giao hữu                      |
| 8  | 26 tháng 6 năm 2008  | Sân vận động Ernst Happel, Vienna, Áo              | Nga           | 1–0   | 3–0     | UEFA Euro 2008                |
| 9  | 20 tháng 8 năm 2008  | Sân vận động Parken, Copenhagen, Đan Mạch          | Đan Mạch      | 2–0   | 3–0     | Giao hữu                      |
| 10 | 29 tháng 3 năm 2011  | Sân vận động Darius và Girėnas, Kaunas, Litva      | Litva         | 1–0   | 3–1     | Vòng loại UEFA Euro 2012      |
| 11 | 6 tháng 9 năm 2011   | Sân vận động Las Gaunas, Logroño, Tây Ban Nha      | Liechtenstein | 3–0   | 6–0     | Vòng loại UEFA Euro 2012      |
| 12 | 7 tháng 9 năm 2012   | Sân vận động Pasarón, Pontevedra, Tây Ban Nha      | Ả Rập Xê Út   | 3–0   | 5–0     | Giao hữu                      |
| 13 | 11 tháng 10 năm 2013 | Sân vận động Iberostar, Palma, Tây Ban Nha         | Belarus       | 1–0   | 2–1     | Vòng loại FIFA World Cup 2014 |

## Thống kê sự nghiệp huấn luyện viên
Tính đến ngày 23 tháng 5 năm 2023
| Đội       | Từ                  | Đến                 | Thống kê | Thống kê | Thống kê | Thống kê | Thống kê | Nguồn                  |
| Đội       | Từ                  | Đến                 | P        | W        | D        | L        | % Thắng  | Nguồn                  |
| --------- | ------------------- | ------------------- | -------- | -------- | -------- | -------- | -------- | ---------------------- |
| Al Sadd   | 28 tháng 5 năm 2019 | 6 tháng 11 năm 2021 | 102      | 67       | 17       | 18       | 065,7    | [ 98 ] [ 130 ] [ 131 ] |
| Barcelona | 6 tháng 11 năm 2021 | nay                 | 141      | 88       | 24       | 29       | 062,4    | [ 132 ]                |
| Tổng cộng | Tổng cộng           | Tổng cộng           | 196      | 127      | 33       | 36       | 064,8    | —                      |

## Danh hiệu

### Cầu thủ
Barcelona
- La Liga: 1998–99, 2004–05, 2005–06, 2008–09, 2009–10, 2010–11, 2012–13, 2014–15
- Copa del Rey: 2008–09, 2011–12, 2014–15
- Supercopa de España: 2005, 2006, 2009, 2010, 2011, 2013
- UEFA Champions League: 2005–06, 2008–09, 2010–11, 2014–15
- UEFA Super Cup: 2009, 2011
- FIFA Club World Cup: 2009, 2011

Al Sadd
- Qatar Stars League: 2018–19
- Qatar Cup: 2017
- Sheikh Jassim Cup: 2017
- Emir of Qatar Cup: 2017

U-20 Tây Ban Nha

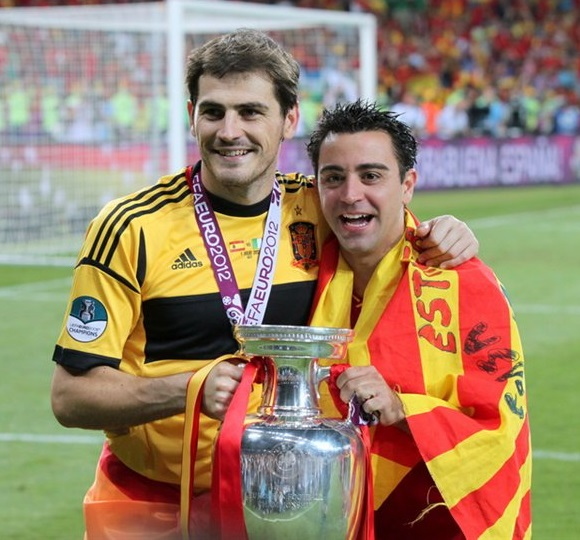
Xavi cùng với đội trưởng Iker Casillas sau chức vô địch Euro 2012

- FIFA World Youth Championship: 1999

Tây Ban Nha
- FIFA World Cup: 2010
- UEFA Euro: 2008, 2012

### Cá nhân
- Cầu thủ hay nhất năm 2010 do tạp chí World Soccer bình chọn.[134]
- Cầu thủ xuất sắc nhất giải vô địch châu Âu của UEFA: 2008
- Tiền vệ câu lạc bộ của năm do UEFA bình chọn: 2008–09
- Cầu thủ xuất sắc nhất thế giới IFFHS: 2008, 2009, 2010, 2011
- Cầu thủ đột phá của năm ở La Liga: 1999
- Cầu thủ Tây Ban Nha xuất sắc nhất La Liga: 2005
- Tiền vệ xuất sắc nhất năm của La Liga: 2009, 2010, 2011
- Đội hình trong mơ của FIFA World Cup: 2010
- Đội vô địch châu Âu UEFA của Giải đấu: 2008, 2012
- Đội bóng trong mơ vô địch UEFA châu Âu dưới 21 tuổi mọi thời đại: 2015
- New York City FC 's Ride of Fame: Tháng 9 năm 2015
- FIFA FIFPro World11: 2008, 2009, 2010, 2011, 2012, 2013
- Đội hình tiêu biểu của UEFA: 2008, 2009, 2010, 2011, 2012
- Nhóm ESM của năm: 2008–09, 2010–11, 2011–12
- Đội Don Balón của Thập kỷ: 2010
- Quả bóng bạc FIFA Club World Cup: 2011
- Quả bóng đồng FIFA Club World Cup: 2009
- Giải thưởng sự nghiệp cầu thủ của Globe Soccer Awards: 2013
- Đội hình cuối cùng của năm của UEFA (xuất bản năm 2015)
- Giải Marca Legend: 2015
- Cầu thủ xuất sắc nhất AFC Champions League do người hâm mộ bình chọn lần thứ XI: 2018
- Cầu thủ xuất sắc nhất AFC Champions League OPTA lần thứ XI: 2018
- Đội bóng trong mơ Ballon d'Or: 2020
- Đội bóng trong mơ mọi thời đại của IFFHS Nam: 2021

### Huấn luyện viên
Al Sadd
- Qatar Stars League: 2020–21
- Qatar Cup: 2020, 2021
- Sheikh Jassim Cup: 2019
- Emir of Qatar Cup: 2020, 2021
- Qatari Stars Cup: 2019–20

Barcelona
- La Liga: 2022–23[135]
- Supercopa de España: 2022–23[136]

### Huân chương
- Vận động viên Tây Ban Nha của năm: 2009
- Huy chương Vàng của Huân chương Thể thao Hoàng gia: 2010
- Giải thưởng Hoàng tử xứ Asturias: 20101 , 20122